# Edwin E. Willis

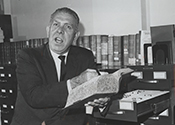
Edwin E. Willis

Edwin Edward Willis (* 2. Oktober 1904 in Arnaudville, St. Martin Parish, Louisiana; † 24. Oktober 1972 in St. Martinville, Louisiana) war ein US-amerikanischer Politiker (Demokratische Partei), der den Bundesstaat Louisiana im US-Repräsentantenhaus vertrat.

## Leben
Willis graduierte an den öffentlichen Schulen im St. Martin Parish und 1926 an der Law School der Loyola University in New Orleans. Er wurde 1926 als Anwalt zugelassen und fing sogleich in New Orleans zu praktizieren an. Ab 1936 praktizierte er in St. Martinville. Ferner war er zwischen 1926 und 1936 als Juralektor in den Abendklassen tätig. Außerdem war er Eigentümer und Betreiber einer Plantage im St. Martin Parish. Er entschied sich eine politische Laufbahn einzuschlagen, so dass er im Januar 1948 in den Senat von Louisiana gewählt wurde, wo er bis zu seiner Wahl in den US-Kongress verblieb. Er war auch 1956 Delegierter zur Democratic National Convention. Willis wurde in den 81. und die neun nachfolgenden US-Kongresse gewählt. Dort war er vom 3. Januar 1949 bis zum 3. Januar 1969 tätig.
In seiner Amtszeit im Kongress war er 1956 an der Verfassung des Southern Manifesto beteiligt, das sich gegen die Rassenintegration an öffentlichen Einrichtungen aussprach. Ferner war er auch Vorsitzender des Committee on Un-American Activities (vom 88. bis zum 90. US-Kongress). Er kandidierte 1968 erfolglos für den 90. US-Kongress. Danach war er als Gutachter der Legislative sowie als Autor tätig. Er betrieb auch noch eine 1000 Morgen große Farm nahe Arnaudville. Er starb am 24. Oktober 1972 in St. Martinville und wurde auf dem St. Martin of Tours Catholic Cemetery beigesetzt.